# Маханидхи Свами
Махани́дхи Сва́ми (IAST: Mahānidhi Svāmī; англ. Mahanidhi Swami; имя при рождении — Питер Брэнн, англ. Peter Brann; род. 6 февраля 1951, Спринг-Лейк-Хайтс, Нью-Джерси, США) — индийский кришнаитский богослов и гуру американского происхождения; ученик основателя Международного общества сознания Кришны (ИСККОН) Бхактиведанты Свами Прабхупады (1896—1977). С 1987 года живёт в Индии, в святых местах паломничества гаудия-вайшнавизма Вриндаване и Радхакунде. В 1998 году принял индийское гражданство. Является автором полутора десятка книг, самая популярная из которых — «Искусство повторения святого имени» — переведена и опубликована на семи языках.

## Биография

### 1951—1974 гг. Ранние годы
Питер Брэнн родился и вырос в маленьком городке Спринг-Лейк-Хайтс (округ Монмут, штат Нью-Джерси). Он был третьим из четверых детей в состоятельной семье с ирландскими корнями. Родители Питера были католиками и дали своим детям христианское воспитание. С ранних лет, вместе с другими предметами, Питер интенсивно изучал Библию.
В 1965—1969 годах Брэнн учился в Манаскуанской старшей школе, выпускниками которой до него были известный американский актёр Джек Николсон и астронавт Рассел Швайкарт. В школе Брэнн пользовался популярностью и имел репутацию «почти набожного католика». В последний год учёбы он был избран вице-президентом студенческого совета. Студенты также проголосовали за Брэнна как за выпускника, который с наибольшей вероятностью добьётся успеха в жизни.
После окончания школы в 1969 году, Брэнн поступил на медицинский факультет Ливингстон-колледжа Ратгерского университета. В марте 1971 года, на втором году учёбы, он вместе с профессором Марком Дорнштрайхом ввёл на кафедре антропологии новый курс по идентификации и сбору дикорастущих съедобных растений. Это был первый подобный курс, проведённый в высшем учебном заведении США. Целью курса было обучение студентов идентификации, сбору и приготовлению дикорастущих съедобных растений. Курс приобрёл неожиданную популярность: на него записалось более 80 студентов. Состоял он из трёх двухчасовых лекций в неделю и из еженедельных поездок на природу для сбора растений. Дорнштрайх и Брэнн также пригласили для участия в проекте известного естествоиспытателя и пропагандиста растительного питания Эуэлла Гиббонса. Гиббонс выступил с серией лекций и провёл со студентами 10 экспедиций по сбору растений.
В 1970 году Брэнн взял интервью у Ли Вайнера — одного из членов «Чикагской семёрки». 8 октября того же года, под заголовком «It’s not going to be my revolution; it’s going to be our revolution» («Это будет не моя революция, это будет наша революция»), интервью было опубликовано в университетской газете, а в 1985 году переиздано в сборнике The Rutgers Picture Book: An Illustrated History of Student Life in the Changing College and University, изданном Rutgers University Press.

### Духовные поиски
Во время учёбы в колледже Брэнн разочаровался в христианстве: христианское богословие не давало удовлетворительные ответы на многие из возникавших у него вопросов. Он начал знакомиться с другими религиями и философиями, погрузившись в изучение теософии, психологии, альтернативной медицины, духовных учений Востока, аштанга-йоги, а также оккультных наук и мистицизма. Духовные поиски Брэнна завершились только после прочтения «Бхагавад-гиты» — классического санскритского текста, в котором в сжатом виде изложена философия индуизма.

### 1975 г. Встреча с кришнаитами и Прабхупадой. Обращение в гаудия-вайшнавизм
После окончания колледжа Брэнн переехал в Лос-Анджелес, где устроился работать врачом-интерном в одну из городских больниц. В 1975 году знакомые привели его в лос-анджелесский храм Международного общества сознания Кришны (ИСККОН), где Брэнн послушал проповедь кришнаитов и приобрёл несколько книг основателя ИСККОН Бхактиведанты Свами Прабхупады. С помощью кришнаитов и основываясь на информации, почерпнутой из книг, Брэнн начал практиковать гаудия-вайшнавизм и вскоре перешёл жить в храм, приняв монашеский образ жизни. Его основной деятельностью как монаха-послушника была санкиртана — продажа кришнаитской литературы в общественных местах.
Летом 1975 года в Лос-Анджелес приехал Бхактиведанта Свами Прабхупада (которого ученики называли просто Прабхупада). К этому времени у Прабхупады было уже несколько тысяч учеников. Для Брэнна и других новообращённых кришнаитов возможности общаться с Прабхупадой напрямую, лицом к лицу, практически не существовало. Но Брэнн всё равно был очень счастлив видеть своего гуру на лекциях, которые тот давал в храме. Так как Брэнн занимался распространением кришнаитской литературы (самым важным видом миссионерской деятельности для кришнаитов), президент храма предоставил ему возможность сопровождать Прабхупаду на ежедневных утренних прогулках, во время которых кришнаитский гуру беседовал со своими учениками на различные философские темы. Маханидхи Свами вспоминает:
Однажды, когда Прабхупада возвращался с утренней прогулки, я собрал цветы для него и предложил ему этот букетик. Я сказал: «Прабхупада, это цветы для Вас». Он внимательно посмотрел на меня и сказал: «Большое спасибо». Вот это было единственное непосредственное общение со Шрилой Прабхупадой. Всего пять секунд.

### 1975—1981 гг. Получение духовного посвящения и первые годы в ИСККОН
22 октября 1975 года Брэнн получил от Прабхупады духовное посвящение и санскритское имя «Маханидхи Даса». Прабхупада, находившийся в то время в Йоханнесбурге, инициировал Брэнна и ряд других кришнаитов из лос-анджелесского храма заочно, что было в те годы распространённой практикой в ИСККОН. В 1976 году Маханидхи Даса перешёл в храм ИСККОН в Беркли, где до 1981 года продолжил заниматься распространением и изучением книг своего духовного учителя.
В феврале 1977 года Маханидхи впервые совершил паломничество в Индию. Он принял участие в праздновании Гаура-пурнимы (дня явления основоположника гаудия-вайшнавизма Чайтаньи) в Маяпуре и посетил другие основные святые места кришнаитов: Вриндаван и Пури.

### 1981—1985 гг. Деятельность на посту президента храма ИСККОН в Балтиморе
В 1981 году Маханидхи переехал из Калифорнии в Балтимор, где в течение четырёх последующих лет исполнял обязанности президента местного храма ИСККОН. Вместе с другими кришнаитскими монахами, Маханидхи активно занимался миссионерской деятельностью, ежедневно участвуя в многочасовых публичных киртанах на улицах Балтимора и занимаясь распространением за денежные пожертвования кришнаитской литературы. Сатсварупа Даса Госвами в 1985 году писал в кришнаитском журнале Back to Godhead:
Мой друг Маханидхи Свами <…> проповедует в Балтиморе и округе, с большим энтузиазмом распространяя трансцендентное знание, изложенное в книгах Шрилы Прабхупады. Вместе с другими преданными, он выходит в центр города и самозабвенно воспевает там святые имена Бога. Эти методы распространения имени и славы Всевышнего рекомендуются для наших дней как наивысший процесс йоги. Таким образом, без каких-либо эгоистических мотивов, Маханидхи Свами трудится ради удовлетворения своего духовного учителя.
В период президентства Маханидхи в балтиморском храме, около 95 % из нескольких сотен прихожан храма составляли индуисты индийского этнического происхождения, в основном гуджаратцы. В те годы ИСККОН подвергался нападкам со стороны американского антикультового движения, приверженцы которого обвиняли кришнаитов в практике промывания мозгов и называли ИСККОН псевдорелигиозным деструктивным культом. Когда в марте 1984 года по одному их американских телеканалов была показана оскорбительная антисектантская передача про кришнаитов, среди индусов Балтимора и округи прокатилась волна протеста. С целью противостоять нападкам антикультистов против индуизма, один из индусов-прихожан балтиморского храма, врач-акушёр Вибхакар Моди, основал общественную организацию «Союз индуистов Америки», активно выступившую в защиту ИСККОН. Членами организации в тот же год стали более 1000 индусов, многие из которых были прихожанами балтиморского храма кришнаитов. В октябре 1985 года Вибхакар Моди также выступил в защиту подвергавшихся жестоким репрессиям советских кришнаитов.

### 1985—1987 гг. Принятие отречения. Второе паломничество в Индию
В 1985 году Маханидхи принял от Сатсварупы Госвами посвящение в санньясу (отречённый образ жизни), получив при этом титул «свами». После принятия отречения Маханидхи Свами отправился в паломничество по святым местам индуизма в Южной Индии. Следуя проделанному за 500 лет до него Чайтаньей паломническому маршруту, Маханидхи Свами посетил Шрирангам, Каньякумари, Гуруваюр, Удупи, Майсур и многие другие святые места. Затем он отправился в Гималаи, где совершил паломничество в Харидвар, Ришикеш и Бадринатх. В том же году Маханидхи Свами вернулся в США, где в течение почти двух лет активно путешествовал и проповедовал.
30 марта 1986 года Руководящий совет ИСККОН назначил Маханидхи Свами «инициирующим гуру», тем самым дав ему право принимать учеников.

### 1987-н.в. Вриндаван и Радхакунда. Принятие индийского гражданства
В 1987 году Маханидхи Свами поселился в святом для вайшнавов месте паломничества Вриндаване. В период с 1989 по 1992 год он жил в средневековом Храме Радхи-Дамодары. После принятия санньясы 1959 году Прабхупада избрал этот храм своей резиденцией и прожил в нём шесть лет, отправившись затем проповедовать в США. Комнаты, в которых жил Прабхупада, были превращены в музей и Маханидхи Свами выполнял обязанности смотрителя.
С 1994 года Маханидхи Свами начал проводить много времени в Радхакунде и в 2002 году окончательно поселился там. За несколько лет до этого, в 1998 году, Маханидхи Свами принял индийское гражданство, отказавшись предварительно от американского.

### Уход из ИСККОН (2013)
13 августа 2013 года Маханидхи Свами в письме своим ученикам и доброжелателям объявил о прекращении проповеднической деятельности в ИСККОН. 28 октября того же года Руководящий совет ИСККОН принял резолюцию об освобождении Маханидхи Свами от обязанностей инициирующего гуру и санньяси в ИСККОН.

### На русском
- Маханидхи Свами. Прабхупада в храме Радхи-Дамодары. — М.: ВАК, 2001. — 67 с.
- Маханидхи Свами. Самадхи гаудия-вайшнавов во Вриндаване. — М.: ВАК, 2001. — 217 с.
- Маханидхи Свами. Сокровенное о Вриндавана-дхаме. — M.: ВАК, 2005. — Т. 1. — 161 с.
- Маханидхи Свами. Сокровенное о Вриндавана-дхаме. — M.: ВАК, 2005. — Т. 2. — 160 с.
- Маханидхи Свами. Радха-кунда Махима Мадхури. Сладостное прославление Радха-кунды. — М.: Философская книга, 2004. — 224 с. — ISBN 5902629012.
- Маханидхи Свами. Искусство повторения святого имени / Перевод с английского А. Рабинович. — М.: Философская книга, 2006. — 464 с. — 2000 экз. — ISBN 5902629179.
  - Маханидхи Свами. Искусство повторения святого имени / Перевод с английского А. Рабинович. — 2-е изд. — М.: Философская книга, 2008. — 464 с. — ISBN 5902629351.
  - Маханидхи Свами. Искусство повторения святого имени / Перевод с английского А. Рабинович. — 3-е изд. — М.: Философская книга, 2012. — 464 с. — 1500 экз. — ISBN 978-5-8205-0095-4.
- Маханидхи Свами. Гаятри Махима Мадхури. Сладостная слава Гаятри. — М.: ВАК, 2010. — 156 с.

### На английском
Книги
- Mahānidhi Swami. Seeing Śrī Caitanya Mahāprabhu in Jagannātha Purī. — 1988. — 36 p.
- Mahānidhi Swami. Prabhupāda at Rādhā-Dāmodara. — 1990. — 77 p.
- Mahānidhi Swami. Appreciating Śrī Vṛndāvana Dhāma. — 1991. — xx, 265 p.
- Mahānidhi Swami. The Gauḍīya Vaiṣṇava Samādhis in Vṛndāvana. — 1993. — xviii, 193 p.
- Mahānidhi Swami. Rādhā Kuṇḍa Mahimā Mādhurī: The Sweet Glories of Rādhā Kuṇḍa. — 1995. — 162 p.
- Mahānidhi Swami. Appreciating Navadvīpa Dhāma. — 1996. — 284 p.
- Mahānidhi Swami. Gāyatrī Mahimā Mādhurī: The Sweet Glories of Gāyatrī. — 1998. — xii, 159 p.
- Mahānidhi Swami. The Art of Chanting Hare Kṛṣṇa: Japa Meditation Techniques. — 2002. — xxii, 352 p.
- Mahānidhi Swami. Gaurāṅga Gītā: The Song of Gaurāṅga. — 2005. — 612 p.
- Mahānidhi Swami. Śrīla Prabhupāda: A Tribute of Love. — 2008. — 91 p.
- Mahānidhi Swami. 64 Super Excellent Qualities of Śri Kṛṣṇa. — 2008. — 82 p.
- Mahānidhi Swami. Śrī Śrī Rādhā Govinda Meditations: Divine Forms and Lotus Feet. — 2008. — 68 p.
- Mahānidhi Swami. Illuminations on Nāma Aparādha. — 2008.
- Mahānidhi Swami. Jagannātha Purī Guide Book. — 2009. — xvi, 230 p.

Книги, изданные под редакцией Маханидхи Свами
- Baladeva Vidyābhūṣaṇa. Aiśvarya Kādambinī: The Monsoon of Lord Krishna's Opulence / Translated by Bhūmipati Dāsa; Edited by Mahānidhi Swami. — Vrindavan: Rasbihari Lal & Sons, 2004. — 80 p. — ISBN 8187812559.
- Jīva Gosvāmī. Śrī Mādhava Mahotsava / Translated by Bhānu Swami; Edited by Mahānidhi Swami. — Vrindavan: Mahānidhi Swami, 2000. — 94 p.
- Kavi-karṇapūra. Ānanda Vṛndāvana Campū / Translated by Bhānu Swami & Subhag Swami; Edited by Mahānidhi Swami. — Vrindavan: Mahānidhi Swami, 1999. — 357 p.
- Kavi-karṇapūra. Kṛṣṇāhnika Kaumudī: The White Lotus of Rādhā-Kṛṣṇa's Daily Pastimes (aṣṭa-kāliya-līlā) / Translated by Bhānu Swami; Edited by Mahānidhi Swami. — Vrindavan: Mahānidhi Swami, 2002. — 66 p.
- Locana Dāsa. Śrī Caitanya Maṅgala: A Sixteenth Century Biography of Śrī Caitanya Mahāprabhu / Translated by Subhag Swami; Edited by Mahānidhi Swami. — Vrindavan: Mahānidhi Swami, 1994. — 289 p.
- Śrī Siddha Kṛṣṇadāsa Tātapāda. Bhāvanāsāra Saṅgraha: A Collection of Ultimate Meditations / Translated by Bhānu Swami; Edited by Mahānidhi Swami. — Vrindavan: Mahānidhi Swami, 2006. — 400 p.
- Viśvanātha Cakravartī Ṭhākura. Śrī Saṅkalpa Kalpadruma / Edited by Mahānidhi Swami. — Vrindavan: Mahānidhi Swami.
- Viśvanātha Cakravartī Ṭhākura. Śārārtha-darśiṇī: Tenth Canto Commentaries of Śrīmad Bhāgavatam / Translated by Bhānu Swami; Edited by Mahānidhi Swami. — Mathura: Mahānidhi Swami, 2004. — xii, 893 p.
- Viśvanātha Cakravartī Ṭhākura. Śrī Gopāla-tāpanī-upaniṣad: From Atharva Veda / Translated by Bhūmipati Dāsa; Edited by Mahānidhi Swami. — Vrindavan: Rasbihari Lal & Sons, 2004. — 152 p. — ISBN 8187812540.
- Śrī Gopāla-sahasra-nāma / Translated by Bhūmipati Dāsa; Edited by Mahānidhi Swami. — Vrindavan: Rasbihari Lal & Sons, 2004. — 113 p. — ISBN 8187812508.

Статьи
- Mahānidhi Swami. Can Karma Be Killed? (недоступная ссылка — история) // Back to Godhead. — Philadelphia: Bhaktivedanta Book Trust, 1985. — Т. 20, № 9. — С. 24-25. — ISSN 0005-3643.

### На польском
- Mahanidhi Swami. Docenić Śri Wryndawan Dham / Tł.: Madana Mohana Mohini Dewi Dasi. — Piaseczno: Bhakti Wedanta, 2006. — 292 с. — ISBN 8360275106.

### На испанском
- Mahānidhi Swami. Prabhupāda en Rādhā-Dāmodara. — Ediciones Chintamani, 1999. — 150 p.